# Ходить хвиля по Осколу…
«Ходить хвиля по Осколу» — українська народна пісня.
Стилізований під народну пісню вірш поета-романтика Михайла Миколайовича Петренка «Ходе хвиля по Осколу» (перший з чотирьох віршів любовної лірики «Недуг»), було надруковано в «Южном русском зборникѣ» (1848) А. Метлинського.

## Вірш "Недуг"(уривок)
Ходе хвиля по Осколу,
Аж на берег скаче;
Ходе голуб по берегу,
По голубці плаче.
Хвиля вдариться об берег –
Берег зеленіє;
Як загуде сизий голуб –
Так аж серце ниє.
Гудів, гудів сизий голуб
Та й став воду пити, –
Хотів, бідний, своє горе
Водою залити.
Де ти, моя голубонько,
Де ти, сизокрила;
Нащо мене покинула,
За що розлюбила?
Чи любила, не любила,
А завдала жалю!
Прийди, серце, подивися,
Як я погибаю!
Болить в мене головонька,
Болить серце дуже;
Ох, прийдеться загинути,
А тобі байдуже.
Гірко мені жить без тебе,
Божий світ темніє,
Очі плачуть, серце рветься
І від муки тліє.
Полиняло моє личко,
Як квіт у морози;
Прилинь, поглянь, моє серце,
Хоч на мої сльози!
Хвиле, хвиле, буйна хвиле,
Удар мене в груди:
Мені гірко жить на світі,
Чи не легше буде!
Покотилась буйна хвиля
На жовтий пісочок;
Де ти, милий, чорнобривий,
Сизий голубочок!
Текст подано з книжок «Михайло Петренко: Життя і творчість» та «Поет-романтик Михайло Миколайович Петренко (1817—1862)».
Вірш написано 4-3-стопним хореєм, що є універсальним віршовим розміром першого періоду розвитку української романтичної лірики – доби найяскравішого вияву фольклорної орієнтації романтизму в українській літературі.
4-3-стопна форма близька до 14-складового вірша й найактивніше використовувалася в хореїчній метриці.

## Пісня «Ходить хвиля по Осколу...»
Як слова пісні «Ходить хвиля по Осколу...» записано в кінці ХІХ ст. на Харківщині і Київщині.
В «Этнографическіх матеріалах» Б. Грінченка подано тексти пісень, що беруться з поезії Михайла Петренка.
В рубриці № 478 «Дивчына вже не любыть; винъ журыться, ходячы по надъ Осколомъ»
подано дві версії пісень, що містять слова з поезій Михайла Петренка:
| Версія А | Версія Б . |
| --- | --- |
| Ой бъе хвыля по Осколу, Берегъ зеленіе; Як загуде сызый голуб – Ажъ серце заные! Гудивъ, гудивъ сызый голубъ Та й ставъ воду пыты: Хотивъ свое гирке горе Водою залыты. Ой спыть мое гирке горе, Якъ въ мори годюка, Якъ проснеться, повернеться – Гирша буде мука. Ой бъе хвыля по Осколу, Аж на берегъ скаче; Ходе голубъ по берегу, По голубци плаче. Де ты, моя голубочко, Де ты, сызокрыла, На що мене покынула, На що розлюбыла?... (Записано «С. Нижняя Сыроватка Сумск. у. Харьк. губ. въ 1885 г.») | Ходыть хвыля по Осколу, Ажъ на беригъ скаче, Ходыть голубъ по бережку, По голубци плаче. Хвыля вдарыться объ берегъ, – Берегъ зеленіе. Якъ загуде сызый голубъ – Ажъ серденько мліе. Гудивъ, гудив сызый голубъ Та й ставъ воду пыты: Хотивъ, бидный, свое горе Водою залыты. Покотылась буйна хвыля На жовтый писочокъ; Пропавъ-пропавъ сызокрылый, Сызый голубочокъ. (Записано «Кіевск. губ. Т. А. Зиньковскімъ»). |

На жаль, Михайло Миколайович Петренко все ще залишається маловідомим поетом, не дивлячись на те, що деякі його вірші лягли в основу відомих народних пісень, які українці співають у всьому світі. Такі поезії як «Дивлюсь я на небо», «Туди мої очі» («Де Крим за горами») і «Ходить хвиля по Осколу» стали відомими як пісні.
«…тепер уже їх співають, не згадуючи автора. І це, може, найкращий, вічно живий пам’ятник поету, бо дати народу пісню – значить, у віках жити з ним, розмовляти і ділитися своїми почуттями .
Пісня «Ходить хвиля по Осколу» не настільки відома, як, наприклад, «Дивлюсь я на небо…», тому мова не йде про прізвище композитора, але ім`я автора вірша, який є в основі пісні, вочевидь. 